# ۴ مهر
۴ مهر صد و نودمین روز سال در گاه‌شماری خورشیدی است. به پایان سال ۱۷۵ روز (۱۷۶ روز در سال کبیسه) باقی‌است.

## رویدادها
- ۱۰۸۱ پیش از هجرت - نبرد سالامیس میان شاهنشاهی هخامنشی و دولت شهر های یونان در ۴ و ۵ مهر
- ۹۹۷ - بین ایران و امپراتوری عثمانی عهدنامه سراب امضا شد
- ۱۳۲۴ - بنیان‌گذاری باشگاه فوتبال استقلال تهران

## زادروزها
- ۱۳۰۱ - پرویز خسروانی، تیمسار نیروی زمینی شاهنشاهی ایران و بنیان‌گذار  باشگاه تاج
- ۱۳۱۶ - مهدی کروبی، سیاست‌مدار
- ۱۳۱۸ - منوچهر حامدی، بازیگر
- ۱۳۲۳ - هما روستا، بازیگر
- ۱۳۲۶ - حبیب، خواننده
- ۱۳۶۶ - هادی چوپان، بدن‌ساز

## درگذشت‌ها
- ۱۳۶۱ - رضا مافی، خطاط و نقاش
- ۱۳۹۴ - هما روستا، بازیگر
- ۱۴۰۰ - سیامک اطلسی، دوبلور و بازیگر